# 奥利韦拉-杜拜鲁 (葡萄牙堂区)
奥利韦拉-杜拜鲁是葡萄牙阿威罗区的一个堂区。总面积23.28平方公里，总人口6250人，人口密度268.5人/平方公里。